# Esmat Shanwary
Esmat Shanwary (Kabul, 9 oktober 1993) is een Nederlands-Afghaanse voetballer die als middenvelder speelt.

## Clubcarrière
Shanwary werd geboren in Afghanistan en kwam op zevenjarige leeftijd met zijn ouders naar Nederland, waar zijn familie eerst in Sluiskil en daarna in Grave in een asielzoekerscentrum kwam en zich vervolgens in Groesbeek vestigde.
Hij speelde kort voor VV Sluiskil en GVV '57 voor hij in de jeugdopleiding van N.E.C. kwam. In 2012 was hij tweede in het klassement van beste spelers uit de A-jeugd, achter Ilias Zaimi van FC Den Bosch. Nadat hij geen overeenstemming bereikte over een contract bij de Nijmeegse club liep hij stage bij BV De Graafschap, PSV en FC Utrecht. Daar ging hij voor Jong FC Utrecht ging spelen. Door blessures bleef een doorbraak uit en zijn aflopende contract werd in 2014 niet verlengd. Na een stage tekende hij een amateurcontract bij Achilles '29 tot het einde van het kalenderjaar. Op 9 augustus maakte hij zijn debuut in de Eerste divisie tegen Jong PSV. In de winterstop was hij in België op proef bij AA Gent en KVRS Waasland - SK Beveren. Pas in maart 2015 keerde hij weer terug om het seizoen af te maken bij Achilles '29 en op 8 maart maakte hij tegen FC Den Bosch zijn rentree. Vanaf het seizoen 2015/16 speelde Shanwary voor GVVV.
Shanwary speelde vervolgens voor HSV Hoek, UDI '19, RKVV DESO en SV Hatert. In het seizoen 2019/20 komt hij uit voor FC Lienden. Medio 2020 keert hij terug bij Achilles '29.

## Interlandcarrière
In maart 2015 werd hij opgeroepen voor het Afghaans voetbalelftal. Op 29 mei 2015 debuteerde Shanwary in de vriendschappelijke wedstrijd uit tegen Laos als basisspeler.